# Ibn Hauqal

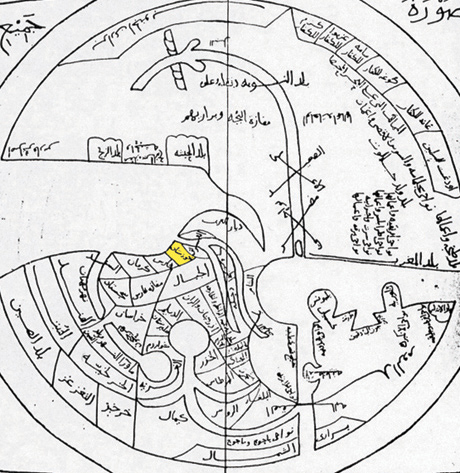
Weltkarte Ibn Hauqals: Im Zentrum die Siedlungen der Araber, rechts unten das Mittelmeer mit Peloponnes, Süditalien und der iberischen Halbinsel; links unten Asien und Osteuropa, im oberen Halbkreis Afrika mit dem Nil, der annähernd waagerechte Strich rechts bezeichnet die Länder des Maghreb (Atlas)

Abū l-Qāsim Muḥammad b. ʿAlī al-Naṣībī († nach 978 n. Chr.), bekannt als Ibn Hauqal (arabisch ابن حوقل), war ein arabischer Reisender, Geograf und Kartograf, der für sein Werk Buch vom Bild der Erde (Kitāb Ṣūrat al-Arḍ) bekannt ist. Er stammt aus der Stadt Nuṣaybīn (in der heutigen Türkei) und wuchs im Irak, vor allem Bagdad, auf.
Ibn Ḥauqal war ein Kaufmann, der in der Administration in Bagdad tätig war und auch Teil einer Gesandtschaft des Gouverneurs von Mosul (Abū Taghlib, gest. 979–980) zum Herrscher Sebüktegin (gest. 997). Ibn Ḥauqal reiste etwa 30 Jahre lang vom Indus bis zum Atlantik. Er verließ Bagdad im Jahr 943 n. Chr. und reiste nach al-Mahdiyya, in Tunesien in 946–947 n. Chr., und setzte im Jahre 947–948 n. Chr., wahrscheinlich über die Stadt Almería, nach al-Andalus über. Er beschrieb als erster Geograph al-Andalus ausführlich. Während seines Aufenthalts in al-Andalus herrschte der Umayyaden-Kalif ʿAbd ar-Rahmān III. (al-Nāṣir, r. 912–961 n. Chr.) Im Jahre 951 n. Chr. reiste er nach Sijilmāsa, im heutigen Marokko. Außerdem bereiste er auch den Kaukasus im Jahre 955 n. Chr., Basra und die Provinz Fārs im Jahre 961 n. Chr. Im gleichen Jahr reiste er von Chwārazm durch den Irak bis zu den Provinzen von Chuzestan und Transoxanien. Seine letzten Reisen führten ihn nach Palermo im Jahre 973–974 n. Chr., wo er die erste detaillierte arabische Beschreibung Siziliens verfasste, die nicht erhalten ist. Auf seinen Reisen begegnete Ibn Ḥauqal dem Geografen al-Iṣṭaḫrī (fl. 10. Jahrhundert n. Chr., bekannt für sein Werk Buch der Routen und Reiche (Kitāb al-Masālik wa-l-Mamālik)) und tauschte sich mit ihm bezüglich ihrer Karten aus.

## DasBuch vom Bild der Erde
Ibn Ḥauqal beschrieb in seinem Buch vom Bild der Erde zunächst die gesamte Welt und dann die „Länder des Islam“. Diese teilte er in 20 Regionen ein und beschrieb sie in der unten stehenden Reihenfolge, wobei jedes Kapitel von einer Karte begleitet ist. In der Einleitung zu seinem Buch schrieb Ibn Ḥauqal, dass er für jeden Region eine Beschreibung ihrer Lage, der umgebenden Meere sowie ihrer quadratischen oder dreieckigen Formen usw. angefertigt hatte, damit der Betrachter die Position jeder Region erfassen konnte.
| Kapitel | Seitenangaben entsprechend der arabischen Edition von Ibn Ḥawqal, Abū l-Qāsim: Ṣūrat al-Ard, Beirut 1992. |
| Ǧamīʿ al-Arḍ (die Welt)                                                                                          | S. 15–26                                                                                                  |
| Diyār al-ʿArab (etwa die Arabische Halbinsel)                                                                    | S. 27–47                                                                                                  |
| Baḥr Fāris (Persisches Meer, bestehend aus dem Roten Meer, dem Persischen Golf und Teilen des Indischen Ozeans)  | S. 48–63                                                                                                  |
| al-Maġrib (der Maghreb)                                                                                          | S. 64–103                                                                                                 |
| Miṣr (etwa Ägypten)                                                                                              | S. 126–152                                                                                                |
| aš-Šām (Levante)                                                                                                 | S. 153–173                                                                                                |
| Baḥr ar-Rūm (Mittelmeer)                                                                                         | S. 174–186                                                                                                |
| al-Ǧazīra (etwa Mesopotamien)                                                                                    | S. 187–207                                                                                                |
| al-ʿIrāq (etwa Irak)                                                                                             | S. 208–221                                                                                                |
| Ḫuzistān (Chuzestan)                                                                                             | S. 225–233                                                                                                |
| Fārs (Region Fars)                                                                                               | S. 234–265                                                                                                |
| Kirmān (Kerman)                                                                                                  | S. 266–273                                                                                                |
| Bilād as-Sind (von der Region Sindh in Pakistan bis Kerman)                                                      | S. 274–284                                                                                                |
| Armīniya wa-Aḏarbayǧān (Region zwischen dem Kura Fluss in Aserbaidschan und Armenien bis zum See Urmiya im Iran) | S. 285–303                                                                                                |
| al-Ǧibāl (Region im Nordosten Irans)                                                                             | S. 304–317                                                                                                |
| ad-Daylam wa-Ṭabristān (Daylam und Tabaristan)                                                                   | S. 318–326                                                                                                |
| Baḥr al-Ḫazar (Kaspisches Meer)                                                                                  | S. 337–337                                                                                                |
| Mafāzat Fārs (Wüste von Fars)                                                                                    | S. 338–346                                                                                                |
| Ḫurāsān (Khorasan)                                                                                               | S. 358–380                                                                                                |
| Mā warāʾ an-Nahr (Transoxanien)                                                                                  | S. 381–428                                                                                                |

Der Aufbau von Ibn Ḥauqals Werk ähnelt stark dem von al-Iṣṭaḫrī und auch inhaltlich gibt es viele Überschneidungen. Während Ibn Ḥauqal Teile von al-Iṣṭaḫrīs Text (und Karten) übernommen haben wird, enthält das Buch vom Bild der Erde neue Beschreibungen, beispielsweise der ägyptischen Oasen, Auflistungen von Amazigh-Stämmen und Informationen über den Trans-Sahara Handel.

## Informationskategorien in den Kapiteln

### Topographie

#### Meere und Flüsse
Ibn Ḥauqal beschrieb Meere wie das Arabische Meer, welches ein Teil des Indischen Ozeans ist und zwischen den Küsten der Arabischen Halbinsel und dem indischen Subkontinent liegt, das Kaspische Meer und beschrieb das Arabische Meer und den Arabischen Golf als an den Grenzen der Länder Sindh und Kerman zu Persien verlaufend. Was die Flüsse anbelangt, beschrieb er viele Flüsse wie die Wolga, den Indus, den Tigris und den Euphrat.
Er berichtete über alle Flüsse, die in allen Regionen existieren, die er besucht oder durchquert hatte, und er erwähnte die Haupt- und Nebenflüsse von ihrer Quelle, die Gebiete, die sie durchqueren, das Land, das sie bewässern, bis hin zu ihrer Mündung ins Meer. Er beschrieb den Persischen Golf, die Flüsse Tigris und Euphrat und dessen Mündung ins Meer, erwähnte auch die Küstenstädte und die angrenzenden arabischen Länder der Arabischen Halbinsel.

#### Das Klima
Ibn Ḥauqal schrieb zum Beispiel über die Stadt Taif und ihr gemäßigtes Klima, und dass ihre hohe Lage ein Faktor für niedrige Temperaturen sei. Er erwähnte auch, dass Sana'a am oder in der Nähe des Äquators liegt, und wies auf den Einfluss dieser Lage auf das Klima hin.

#### Geomorphologie
Ibn Ḥauqal erwähnte die in jeder Region vorherrschenden Bodenarten, wie die Art des Sandes an den Ufern des Nils und wie er sich von einer Region zur anderen ändert; dass der Boden von Chuzestan trocken ist und dem Boden des Iraks ähnelt, während der Boden von Samarkand völlig trocken sei, wenn da nicht das fließende Wasser und die vielen Bäume wären.

### Humangeographie

#### Städte
Ibn Ḥauqal beschrieb Städte und ihre Vororte, wie den Hijaz, zu denen Mekka, Medina, al-Yamamah usw. gehören. Der Jemen umfasse Naǧd und al-Mahra sowie die Gebiete Sana’a und Aden. Er berichtete, dass das Gebiet Cyrenaica, welches sich im heutigen Libyen befindet, von allen Seiten von Bergen umgeben ist. Ibn Ḥauqal beschrieb die Länder westlich des Bosphorus, darunter auch Bulgarien, und sagte über sie, dass dort etwa zehntausend Menschen lebten und ihre Gebäude aus Holz bestanden, und dass die Tage im Winter kurz und im Sommer lang waren.

#### Handel
Ibn Ḥauqal beschrieb, wie der Handel strukturiert war, um die Befriedigung menschlicher Bedürfnisse durch den Import und Export dessen, was der Einzelne aus den benachbarten Gemeinden und Nationen brauchte, sicherzustellen. Über Andalusien schrieb er beispielsweise, dass das wichtigste Handwerk dort das Färben von Wolle war. Er beobachtete auch den Sklavenhandel.

#### Metalle & Bergbau
In diesem Zusammenhang erwähnte Ibn Ḥauqal Persien als reich an Silber, Eisen, Tinte, Schwefel und Öl. In den Gebieten südlich des Kaukasus beschreibt er einen von Osten nach Westen reichenden See voller Salz, während in Khorasans Gebirgen Mineralien wie Kupfer, Eisen und Silbervorkommen präsent waren.

#### Landwirtschaft und Tierhaltung
Eine der wichtigen menschlichen Aktivitäten, die Ibn Ḥauqal in seinem Buch erwähnte, ist die landwirtschaftliche Aktivität, sowohl Ackerbau als auch Viehzucht. Er erwähnte das Interesse der Menschen im Jemen an der Landwirtschaft und an dem Bau von Bewässerungsdämmen zum Sammeln von Wasser. Bei Hadramaut galt ihr Interesse an der Kamel- und Ziegenzucht.

#### Kulturelle Merkmale
Ibn Ḥauqal beschrieb die Bewohner von Städten in Bezug auf ihre Herkunft, Moral, Bräuche und Lebensweise. Er sagte über die Einwohner von Kairouan, dass sie Manieren hatten und für ihre guten Taten berühmt waren. Was einige Stämme aus dem Maghreb betraf, sagte er, dass ihre Zahl groß und unzählbar sei und dass sie ihren Herrschern gehorchten.